# Indium(I)-sulfid
Indium(I)-sulfid ist eine anorganische chemische Verbindung des Indiums aus der Gruppe der Sulfide. Es ist neben Indium(II)-sulfid und Indium(III)-sulfid eines der bekannten Indiumsulfide.

## Gewinnung und Darstellung
Indium(I)-sulfid kann durch Reaktion von Indium mit Indium(III)-sulfid oder Schwefelwasserstoff gewonnen werden.
{\displaystyle \mathrm {In_{2}S_{3}+4\ In\longrightarrow 3\ In_{2}S} }

## Eigenschaften
Indium(I)-sulfid ist ein schwarzer Feststoff, der in dünner Schicht gelb und in kaltem und heißem Wasser beständig ist. Nach anderen Angaben existiert Indium(I)-sulfid jedoch nur in der Gasphase oder in einer Tieftemperaturmatrix.